# Vite in privato
Vite in privato (Private Lives), talvolta messo in scena in Italia con il titolo Vite private o La dolce intimità, è una commedia del commediografo inglese Noël Coward, debuttata ad Edimburgo nel 1930. La pièce racconta di una divorziata che, durante la luna di miele con il nuovo sposo, scopre che l’ex marito è in viaggio di nozze nella stanza accanto; nonostante i passati burrascosi, i protagonisti scoprono di avere ancora sentimenti per i propri ex. La produzione originale ottenne un enorme successo nel Regno Unito, anche se la scena d’amore del secondo atto fu quasi censurata per la prima londinese. Per la commedia Coward scrisse una delle sue canzoni più famose, ‘Some Day I'll Find You’.
Dopo il debutto ad Edimburgo e un tour delle province, Vite in privato debuttò al Phoenix Theatre di Londra nel 1930, con Gertrude Lawrence e un giovane Laurence Olivier nel cast. Nel 1931 la commedia debuttò a Broadway e da allora la pièce fu messa in scena una mezza dozzina di volte a Londra e New York, oltre ad ottenere grande successo internazionale in diversi Paesi in Europa e nel mondo. I due ruoli principali di Elyot ed Amanda hanno attratto grandi interpreti teatrali per tutto il novecento, tra cui Robert Stephens, Richard Burton, Alan Rickman, Edward Duke e Matthew Macfadyen per il primo e Tallulah Bankhead, Elizabeth Taylor, Maggie Smith, Judi Dench, Elaine Stritch, Tammy Grimes, Kim Cattrall e Lindsay Duncan per la seconda.

## Trama

### Primo atto
Dopo un breve corteggiamento, Elyot e Sibyl si sposano e vanno in luna di miele a Deauville. Sibyl è curiosa sul primo matrimonio di Elyot, ma l’uomo risponde malvolentieri alle sue domande; intanto nella stanza accanto, Amanda e Victor cominciano la loro vita da sposati, spesso commentando la crudeltà dell’ex marito della donna. Cinque anni prima, Amanda ed Elyot erano stati sposati per tre anni, e ora scoprono di condividere una terrazza mentre sono in viaggio di nozze con i loro giovani sposi. Senza informare il nuovo marito e la nuova moglie, Amanda ed Elyot cercano di convincere i partner a lasciare l’albergo dopo aver visto l’ex sposo, ma Victor e Sibyl si rifiutano e, indispettiti, vanno a cenare da soli. Amanda ed Elyot scoprono di avere ancora sentimenti l’uno per l’altra e fuggono a Parigi.

### Secondo atto
Sono passati alcuni giorni ed Amanda ed Elyot già litigano furiosamente: i due indubbiamente si amano, ma per loro è tanto impossibile stare insieme quanto lo è lasciarsi. Pur provando ad interrompere i litigi con una parola d’ordine quando i toni si fanno troppo accessi, i due sono in costante tensione e cercano di superare l’altro in sagacia e arguzia. Mentre discutono furiosamente, Amanda rompe un disco in testa a Elyot e l’uomo la schiaffeggia. I due realizzano di essere di nuovo in un ciclo di amore e odio, consumati dalle loro passioni private e gelosie. A complicare le cose ci pensa l’arrivo improvviso di Sibyl e Victor.

### Terzo atto
La mattina dopo Amanda cerca di sgattaiolare fuori dall’appartamento, ma si imbatte in Sibyl e Victor. Amanda prova a raccontare loro quanto è accaduto, ma all’arrivo di Elyot i due ricominciano subito a bisticciare. Sybil e Victor decidono dunque di concedere ai due un anno di tempo per capire cosa vogliono veramente e, passato l’anno, concederanno loro il divorzio se lo vorranno. La situazione diventa tesa e Sibyl e Victor cominciano a litigare tra loro in difesa del rispettivo coniuge: realizzando che i due sono fatti per stare insieme, Amanda ed Elyot lasciano silenziosamente l’appartamento, mentre Victor e Sybil assumono tutte le dinamiche dei due protagonisti.